# Palatul Stefan Elstner (1889)
Palatul Ștefan Elstner sau Casa Reichenbach, conform memoriilor lui Annie Hammer, este un imobil istoric situat pe Str. Dr. Gheorghe Marinescu, nr. 1, în cartierul Fabric din Timișoara.
Clădirea nu trebuie confundată cu Palatul Stefan Elstner (1896), situat în vecinătate.
Face parte din Situl urban „Fabric” (II), monument istoric cod LMI TM-II-s-B-06097.

## Istorie
Ștefan (István) Elstner apare în 1893 ca membru al consiliului de administrație al Fabricii de cărămidă, alături de: Vilsmann Antal - președinte, Reiter Ede, Fichtner Károly și Róna Ignácz Clădirea a fost atribuită cu incertitudine fie anului 1888, fie anului 1889, neexistând informații suficiente care să permită stabilirea cu exactitate a anului în care a avut loc edificarea.
În perioada interbelică, conform memoriilor lui Annie Hammer, cladirea ar fi fost în proprietarea familiei de evrei Reichenbach.

## Descriere
Imobilul este construit în stil eclectic istoricist după planurile arhitectului Eduard Reiter.